# François de Razilly
François de Razilly, lieutenant du roi, amiral, navigateur et colonisateur de la France équinoxiale au Brésil.

## Biographie
François de Razilly était le fils de François de Razilly et de Catherine de Valliers, frère de Claude de Razilly et de Isaac de Razilly qui furent gouverneurs de l'Acadie.
En 1612, il nomma Nicolas de Harlay sieur de Sancy capitaine du navire La Charlotte, qui appareilla du port de Cancale, pour une expédition au Brésil à laquelle participa le navigateur Jean Guérard depuis le port de Dieppe, dans le but d'y fonder une colonie française : la France équinoxiale et fondèrent la ville de Saint-Louis du Maragnan. L'entreprise pourtant ne réussira pas, puisque dès 1615, ils sont délogés par les Portugais.